# Narrows Bridge (Perth)
Le Narrows Bridge est un pont autoroutier traversant le fleuve Swan, à Perth en Australie-Occidentale.
Il relie Mill Point et Mont Eliza en passant au-dessus d'un plan d'eau nommé The Narrows.
Constitué de deux ponts routiers et d'un pont ferroviaire, il relie les autoroutes Mitchell et Kwinana, reliant le centre ville au nord à la banlieue au sud.
Le premier pont routier a été ouvert en 1959 et était le plus grand pont en béton préfabriqué et précontraint au monde. Les autres ponts ont été ajoutés dans les années 2000 à la suite de la croissance du trafic de la ville.

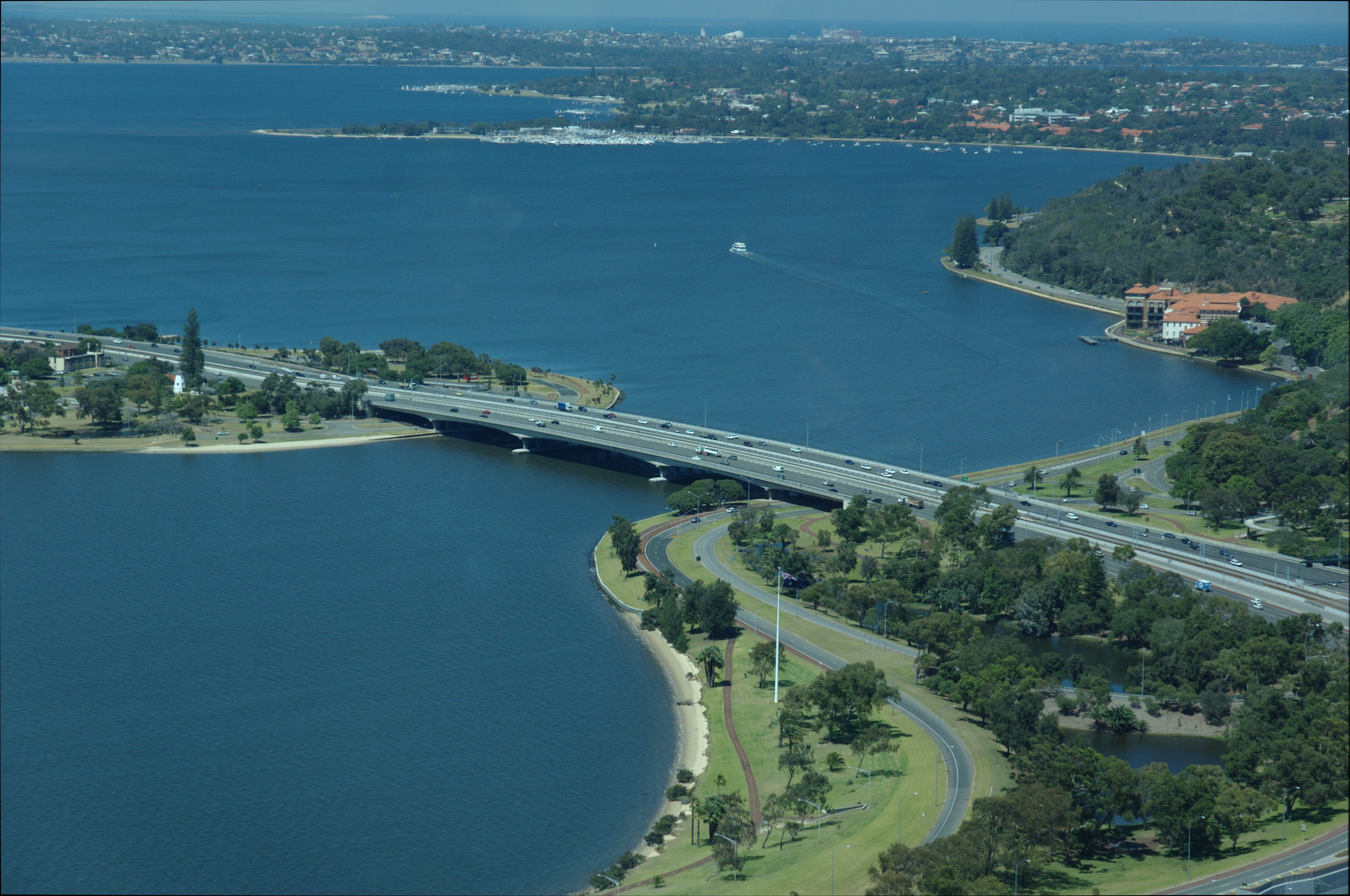
Le Narrows Bridge.